# Мотрич Володимир Михайлович
Мотрич Володимир Михайлович (нар. 11 січня 1935, Харків — пом. 20 лютого 1997, Київ) — радянський російськомовний поет.

## Біографія
Народився у 1935 році у місті Харків. Був широко відомий у самвидаві. В офіційній пресі вірші В. М. Мотрича з'явилися лише в харківській газеті «Ленінська Зміна» у 1965 році і в 1979—1980 рр. в красноярській газеті «Красноярський комсомолець» .
Вірші В. М. Мотрича, а також спогади про нього Ю. Г. Милославського й А. Л. Верника включені до антології «У Голубой Лагуны» К. К. Кузьминського й Г. Л. Ковальова (том 3А) та інші збірники неофіційної поезії. В. А. Мотричу присвячено декілька глав документального роману Е. В. Лимонова «Молодий негідник». Єдина книга В. М. Мотрича вийшла у 1993 році у Харкові. Помер поет у Києві 20 лютого 1997 р.

## Публікації
- Володимир Мотрич. Вірші та поеми. — Харків: ЕНГРАМ, 1993.
- Антологія новітньої російської поезії «У Блакитній Лагуні» / Сост. К. К. Кузьминський, Г. Л. Ковальов. — Псков: В. Орлов, 2006. — 536 с.

## Цитати
- «Чистий дар, чистий мелос, чисте голосоведіння… Поет Божою милістю, …велика поетична надія якого збулася з таким непоправним запізненням. Але все-таки збулася». (Віктор Топоров. Примхи річки забуття).
- «Мотрич читав вірші. Із задоволенням, як їдять м'ясо зголоднылы люди. Мало не з бурчанням і плямканням читав він. Речовинно, а не як словесність, витончета й легка лёгкая та неіснуюча, виходили вірші з хорватського горла. Він читав Мандельштама та „Крисолова“ Бродського, читав свої вірші… / „І сам Ісус як конкрад / У сорочці з кольорового ситцю…“ / Глибокий шепіт (й особливо всі тривожні, як звук бормашины, „с“ в імени Іссс-уссс) першого в житті юнака Савенко живого поета змусив підняти волоски на тілі книгоноші. Нерухомо, загіпнотизовані, повідкривавши роти, дивилися на Мотрича… <…> …можливо чувши вірш сотню разів… / …Дивлячись на темноликого поета (хорватська щетина невблаганно продиралася крізь шкіру), книгоноша дав собі слово стати поетом, як Мотрич. „У щоб це не стало…“ — прошепотів упертюх». (Ед. Лимонов. «Молодий негідник».)
- «Але як Блок, який написав не один десяток метрів паскудної сірятини, залишається поетом великим, так і Мотрич — зі своїми п'ятьма відсотками від загального числа написаного — поет справжній».